# Karl Holmberg i Götene
Karl Holmberg i Götene startade i början av 1920-talet som ett möbeltillverkande företag av Karl Holmberg i Götene. Man gjorde uteslutande möbler på beställning från större företag eller butiker som till exempel NK i Stockholm. Företaget växte sakta men säkert under de närmaste 30 åren och var vid 1950-talets början uppe i cirka 20 anställda. Karl Holmbergs söner tog över företaget och den äldre brodern Karl-Erik blev efter ett tag huvudägare. 
Vid början av 1950-talet lades företagets produktion om helt och fokus blev föremål i teak. Man tillverkade det mesta utom möbler som kunde behövas i ett hem, främst köksföremål som brickor och skålar. Bland annat lanserade företaget en egen bestickserie i teak på 1960-talet.
Karl Holmberg i Götene blev med tiden Skandinaviens största företag i teakföremål och hade vid mitten av 1960-talet närmare 100 anställda. Teak blev snabbt omodern vid slutet av 1960-talet och vissa anpassningsförsök gjordes till en ny marknad med till exempel betsade träföremål. Kostymen från de framgångsrika åren var dock för stor och företaget gick i konkurs 1973. Föremål från Karl Holmberg i Götene känns igen på märkning i form av brännstämpel eller med etiketter av olika slag.